# 沙羅双樹 (漫画)
『沙羅双樹』（さらそうじゅ）は岸裕子による日本の漫画作品、およびそれを含む作品集。表題作は『ミステリーRouge』（大陸書房）1988年vol.8（『レディースコミックルージュ』1988年12月号増刊）に掲載された。
作者初の本格的なレディース誌掲載作品であり、かなりのプレッシャーを受けた作品であったという。読者には受け入れられなかったが、作者の愛着のある作品で、一度同人誌として単行本が出版された後、改めて白夜書房から単行本になっている。
岸裕子の作品には同性愛のほかに、近親愛も主要なテーマとして現れてきているが、この作品もそうした主題を掘り下げたものである。

## あらすじ
沙羅と双樹の姉弟の双子は、高生という男を巡り、かなわぬ恋をしていた。その結果、沙羅が双樹と同衾した高生を殺害し、以後、双樹も行方不明となっていた。
それから10年後、沙羅は高生に容姿の良く似た成瀬潮という青年に出会う。潮は過去の双樹の同級生であり、学生時代に双樹に告白されたという経験を持っていた。その後、父親の代理でさるパーティーに出席した潮は沙羅と再会し、ふたたび会う約束をさせられる。沙羅の邸宅で潮が見つけたものは、白い布を被せられた謎の人物で、不審に思った潮が布をのけてみると、そこには10年前と変わらぬ双樹の姿があった。

## 登場人物
夏木沙羅（なつき さら）
主人公の一人。父母より愛されぬまま育ってきており、理由も分からないまま高生を恋し続けていた。高生殺害後、心中するつもりだったが。おじである三友の社長、諸橋に止められ、弟ともども引き取られる。痴女めいた言動をしている。
夏木双樹（なつき そうじゅ）
主人公の一人。沙羅と違って母親より愛され、母を誘惑して死に到らしめる。沙羅同様、高生に身も焦がれるような恋をしており、悩まされている。高生とベッドインしているところで、沙羅に高生を殺され、以後廃人のような人生を送ってきた。高生をめぐってライバルであったが、家族の中で唯一沙羅のことを心配していた。
成瀬潮（なるせ うしお）
物語の視点人物。28歳。イラストレーターで、30歳までに子供を二人もつことが夢だった。婚約していたが、破談になっている。双樹とは男子高校の同級生で過去に無理やり「愛している」と言わされた経験がある。
夏木夫人（なつきふじん）
沙羅・双樹の母親。娘を祖母の元に預け、息子のみを愛し、育てる。息子にだまされて肉体関係を持ち、世間にばれ、自殺する。
高生（たかお）
沙羅・双樹共通の想い人。沙羅によって刺殺される。
諸橋（もろはし）
三友の社長。沙羅・双樹のおじで、両親なき後、世間体のため、二人をひきとる。廃人同様となった双樹を抱いてもいた。

## 同時収録作品

### 睡る花
『ハロウィン』1989年増刊、『ミステイーハロウィン』に掲載。ミステリー風味のホラー作品。
3年2組の佐々木雪子（ささきゆきこ）が行方不明になって、4日がたとうとしていた。
直江数樹（なおえ かずき）の幼なじみの圭子（けいこ）は、数樹が中学2年の時に転校して以来、3年ぶりに再会したが、そのプレイボーイぶりは健在で、圭子を含めて10人の恋人がいるという。その中の一人、岡村怜子（おかむら れいこ）と体育準備室で情事をしていた事実を化学教師の東堂に覗き見され、同性愛者でもある東堂に数樹は呼び出され、無理矢理犯されてしまう。ショックのあまり3日間寝込んでいた数樹を心配して圭子は見舞いに来るが、そこで怜子と鉢合わせになってしまう。その直後、怜子はマンションの屋上から飛び降り自殺をしてしまう。自分がその場にいたから、怜子は数樹と相談ができず、飛び降りたと思い込んだ圭子は、怜子の死に責任を感じ、隣の部屋である数樹の部屋へ押しかけるが、数樹はそんな圭子を慰め、なぜ自分が一人暮らしをしているのか、自分の両親のことについて語る。翌日、数樹が怜子をはめたと思われる東堂を詰問しようとした時、ある現象が起きる。

### 緑の炎
『サスペリア』（秋田書店）1987年10月号に掲載。

### 奈落
『ミステリールージュ』（大陸書房）1989年12月号に掲載。
2週間前、遠野圭子（とおの けいこ）の弟の明はバイク事故を起こし、相手は手と顔に傷を負った。そのことを明は負い目に感じていた。そんな折、被害者の一人である花の尾雪枝が圭子に声をかけ、傷のついてしまった自分の右頬を見せる。そして、夫が彼女を拒絶しており、自分の側にいたかったら、代役の女性を連れてくるようにと命じた、と言うのだ。意を決した圭子は、雪枝の夫の元へ出向くのだが、実はそれは罠であり、圭子は陥穽におちいってしまったのである。

### 共犯者
『沙羅・双樹』（同人誌版）に初掲載。
野城真琴（のしろ まこと）は17歳の普通の女子高校生であった。しかし、あることをきっかけに父親の化学教師から弁当箱を取りに来るようにと頼まれるようになった。しかし、それは口実で、化学教官室に呼び出された真琴は、父親と肉体関係を持たされていた。絶対に自分の見た秘密を口外しないと誓う真琴に、口約束なんて大人の世界では通用しない、体で誓うのが一番だ、と父親は語る。

## 書誌情報
- 同人誌『沙羅・双樹』（1990年発行）
  - 収録作品：「沙羅・双樹」・「共犯者」・「天国切符」
- 『沙羅双樹』白夜書房、白夜コミックス（1993年10月9日発行、ISBN 4-89367-354-8）
  - 収録作品：「沙羅双樹」・「睡る花」・「緑の炎」・「奈落」・「共犯者」